# Крофордсвил (Индијана)
Крофордсвил (енгл. Crawfordsville) град је у америчкој савезној држави Индијана.

## Демографија
По попису из 2010. године број становника је 15.915, што је 672 (4,4%) становника више него 2000. године.
| Група             | 2000.          | 2010.          |
| Белци             | 14.209 (93,2%) | 13.961 (87,7%) |
| Афроамериканци    | 246 (1,6%)     | 271 (1,7%)     |
| Азијати           | 106 (0,7%)     | 143 (0,9%)     |
| Хиспаноамериканци | 495 (3,2%)     | 1.310 (8,2%)   |
| Укупно            | 15.243         | 15.915         |